# Kloster Hohenholte
Das Kloster Hohenholte im gleichnamigen Ortsteil der Gemeinde Havixbeck wurde 1142 zunächst als Niederlassung von Benediktinern gegründet. Bereits 1188 ging es in die Hand von Augustinerinnen über. Im Jahr 1557 wurde es in ein freiweltliches Damenstift umgewandelt. Die Einrichtung wurde 1811/12 aufgehoben. Eine der letzten Stiftsdamen war Jenny von Droste zu Hülshoff, die Schwester der Dichterin Annette von Droste-Hülshoff.

## Geschichte
Im Jahr 1142 stiftete Liudbert (Lubbert) von Beveren (Bevern) genannt von Holenbeke Eigengut für eine Niederlassung von Benediktinern. Im selben Jahr hat Bischof Werner von Münster die Kirche St. Maria und St. Georg geweiht. Die ersten Mönche kamen aus dem Kloster St. Nicaise in Reims. Dort war der Bruder des Stifters Konventsangehöriger gewesen, ehe er in Hohenholte Prior wurde. Die mit der Gründerfamilie verwandten Adelsgeschlechter von Meinhövel, Münster, Schonebeck und Droste zu Hülshoff förderten das Kloster.
Seit 1188 wurde es in ein Kloster der Augustinerinnen umgewandelt, 1238 erhielt es das Recht, einen Vogt einzusetzen. In derselben Zeit erfolgte – nach einem Brand – der Neubau der Kirche. 1490 brannten mindestens das Bade, -Back- und Brauhaus ab. Im Jahr 1557 wurde das Kloster unter Wilhelm Ketteler (Bischof) wie andere Klöster, in denen sich nach den Reformationsunruhen eine Ordnung nicht mehr herstellen ließ, in ein freiweltliches Damenstift verwandelt. 1590 wurde die Verteilung der Einkünfte unter Mitwirkung von Dietrich von Kerckerinck, Bernhard II. von Droste zu Hülshoff und Bernhard von der Tinnen neu geregelt. Zur Klosteranlage gehörten bereits 1575 auch eigene Häuser, welche die Äbtissin und einzelne Stiftsdamen bewohnten, so z. B. Haus Droste, denn zwei seiner Äbtissinnen, Elisabeth († 1510), eine Schwester des Münsteraner Bürgermeisters Johann VII. Droste zu Hülshoff in der Klosterzeit, und Maria († 1714) in der Zeit des Damenstifts kamen, wie weitere Stiftsdamen, aus dem Adelsgeschlecht Droste zu Hülshoff. Äbtissin zur Zeit der Grundsteinlegung für den barocken Neubau der Kirche 1732 war Ferdinande von Weichs zur Wenne. Neben ihr gab es dort fünfzehn weitere Stiftsdamen aus dem Ministerialadel. Es war das unbedeutendste Stift in Westfalen. Nach der preußischen Besetzung des Hochstift Münster wurde das Stift als Versorgungsanstalt für adelige Damen zunächst beibehalten.  Noch 1810 existierte in Hohenholte ein Laientheater, in dem auch die junge Dichterin Annette von Droste-Hülshoff einmal mitwirkte. Zur Zeit der napoleonischen Herrschaft wurde das Stift 1811/12 aufgehoben.

## Bauten
Vor 1504 waren die Gebäude der Nonnen sowie das Bade-, Back- und Brauhaus durch einen Dorfbrand schwer beschädigt worden. Ein Streit zwischen der Äbtissin Elisabeth von Droste zu Hülshoff und den Nonnen über die Lasten des Wiederaufbaus und den Unterhalt der Nonnen wurde 1504 durch Schiedsleute geschlichtet. Die Äbtissin übernahm diese weitgehend und verpflichtete sich auch zum Bau eines Siechenhauses und zur Neuordnung der Verwaltung. Unter den Zeugen dieses Vergleichs waren der amtierende Bürgermeister von Münster, Johann von der Tinnen sowie Everwin II. von Droste zu Handorf.
Die Abtei wurde um 1700 neu erbaut. Sie wurde am Ende des 19. Jahrhunderts abgerissen. Die Klosterkirche wurde 1738 nach Plänen von Peter Pictorius ebenfalls neu errichtet und im 19. Jahrhundert teilweise umgebaut. Heute stellt sich die Kirche als kleine, barocke Saalkirche aus vier Jochen mit 3/6 Chor dar. Sie dient heute als Pfarrkirche. Im Inneren befinden sich ein Kreuzigungsrelief aus der Zeit um 1530/40 und das Epitaph der Priorin Richmond von Warendorp. Dieses stammte vom Bildhauer Johann Brabender. Im Westen der Kirche schließt ein einstöckiges Kapitelhaus mit teilweise vermauerten Fenstern an.
Siehe auch: Stiftskirche Hohenholte.